# Вельте, Харальд
Харальд Вельте (родился 1979, Германия) — Linux-разработчик, системный архитектор смартфона OpenMoko, правозащитник. Лауреат Free Software Award за 2007-й год.
В 2004 открыл сайт gpl-violations.org для борьбы за добросовестное использование свободного ПО, лицензированного на условиях GPL.